# Mövenpick

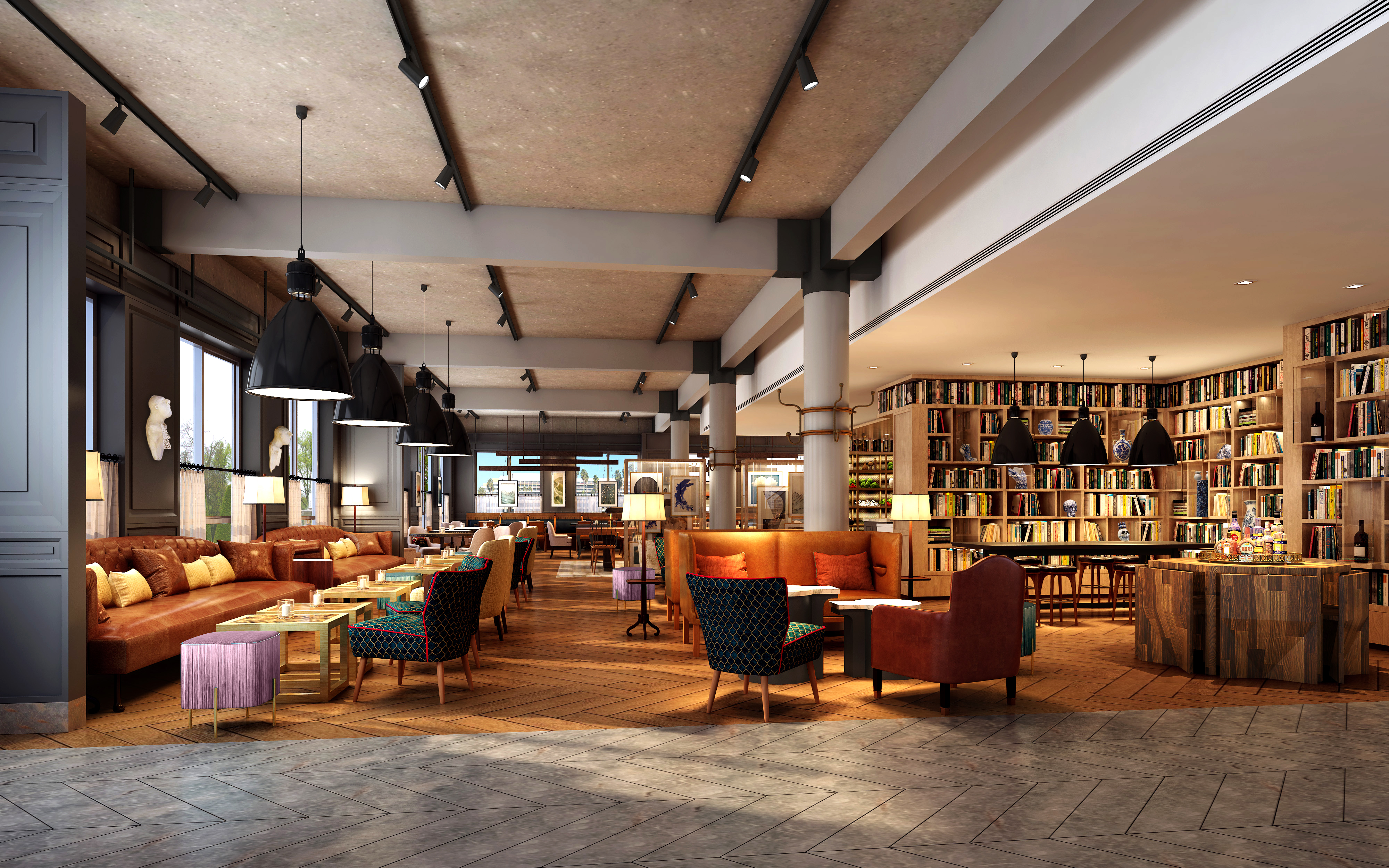
Mövenpick Hotel The Hague

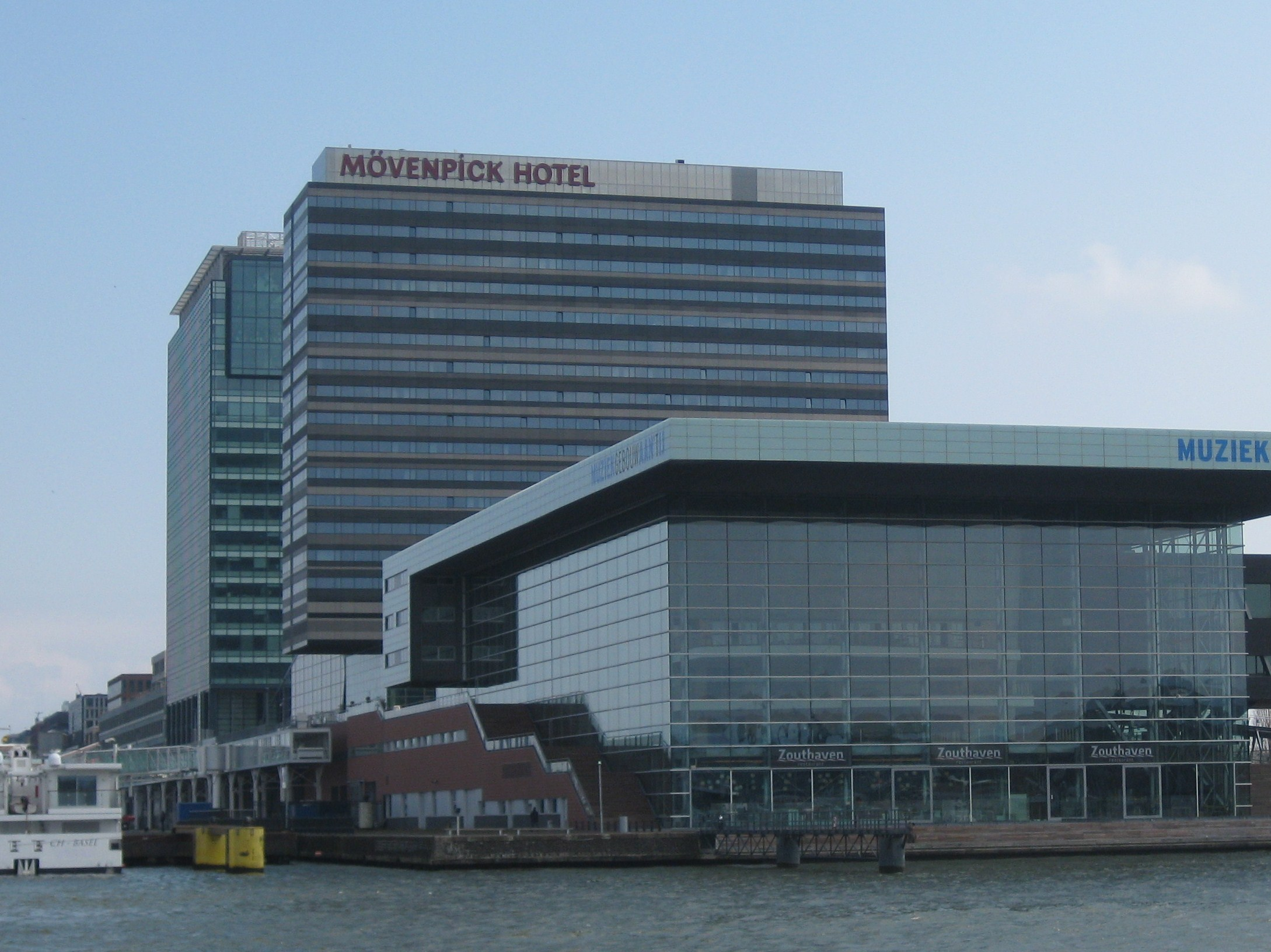
Mövenpick Hotel in Amsterdam

Mövenpick is een multinationale onderneming met Zwitserse wortels. De "Mövenpick-Gruppe" is met vier zelfstandige ondernemingsonderdelen actief met restaurants, hotels en wijnhandel. Het bedrijf is met vestigingen aanwezig in Europa, het Midden-Oosten, Noord- en Oost-Afrika, Azië en Canada.
Mövenpick werd in 1947 door de Zwitser Ueli Prager (1916-2011) in Zürich opgericht. Het eerste Mövenpick-Restaurant werd in 1948 geopend. In 1972 werden de eerste Mövenpick-Hotels in Zwitserland geopend. Er bestaan tegenwoordig wereldwijd circa 80 hotels.
Er zijn drie Mövenpick hotels in Nederland: sinds 2006 is er een aan de Amsterdamse Piet Heinkade, 's-Hertogenbosch en Den Haag (in de Paleisstraat).
Het bedrijf is tevens de bakermat van het ijsmerk Mövenpick. In april 2003 heeft Nestlé echter de merkrechten voor het ijsmerk overgenomen. 